# Wierzbno (gemeente)

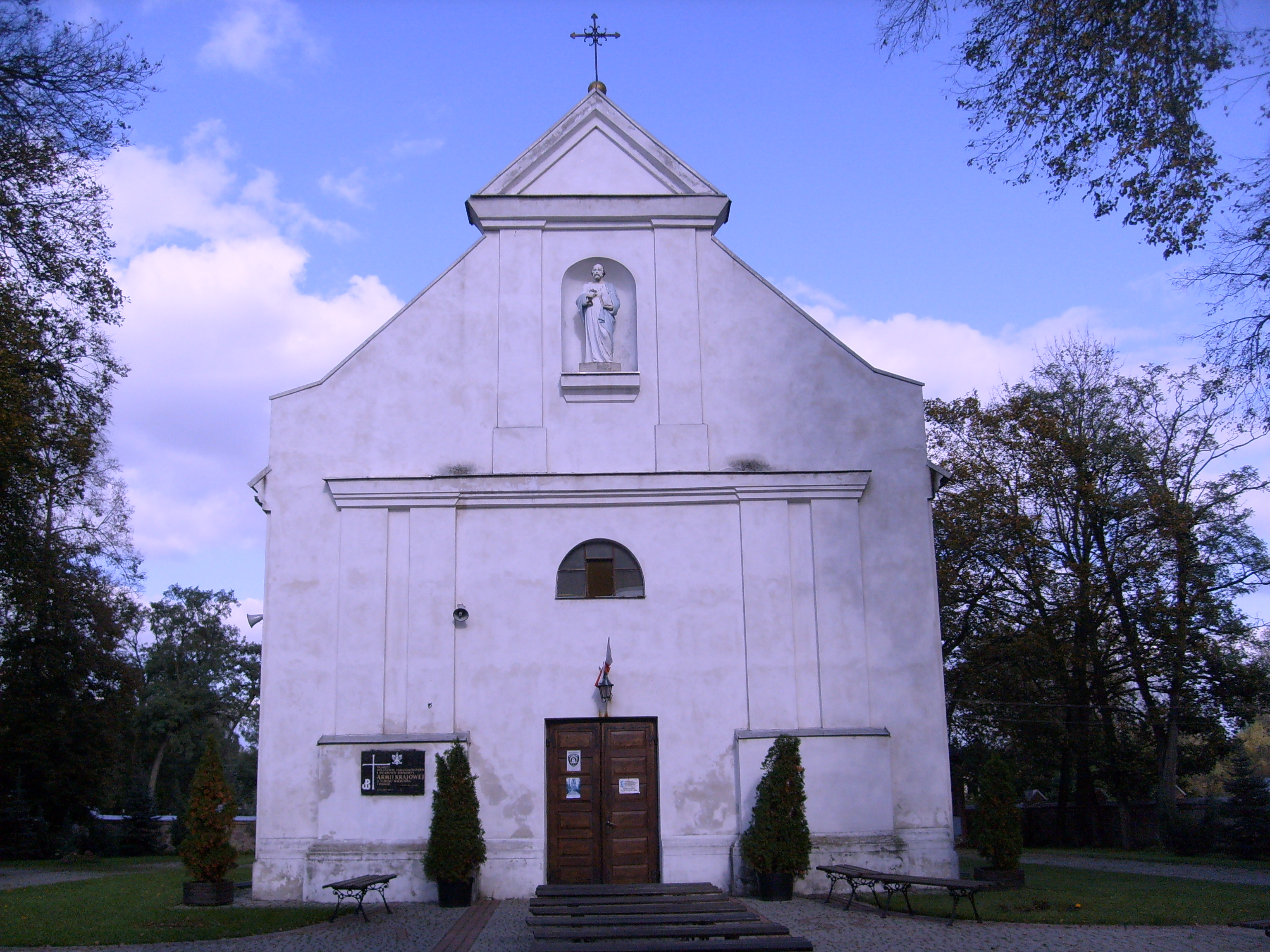
Kerk in Wierzbno

De gemeente Wierzbno is een landgemeente in het Poolse woiwodschap Mazovië, in powiat Węgrowski.
De zetel van de gemeente is in Wierzbno.
Op 30 juni 2004 telde de gemeente 3189 inwoners.

## Oppervlakte gegevens
In 2002 bedroeg de totale oppervlakte van gemeente Wierzbno 103,09 km², waarvan:
- agrarisch gebied: 75%
- bossen: 20%

De gemeente beslaat 8,46% van de totale oppervlakte van de powiat.

## Demografie
Stand op 30 juni 2004:
| Omschrijving                   | Totaal | Totaal | Vrouwen | Vrouwen | Mannen | Mannen |
| ------------------------------ | ------ | ------ | ------- | ------- | ------ | ------ |
| eenheid                        | aantal | %      | aantal  | %       | aantal | %      |
| inwoners                       | 3189   | 100    | 1546    | 48,5    | 1643   | 51,5   |
| bevolkingsdichtheid (inw./km²) | 30,9   | 30,9   | 15      | 15      | 15,9   | 15,9   |

In 2002 bedroeg het gemiddelde inkomen per inwoner 1281,69 zł.

## Administratieve plaatsen (sołectwo)
Adamów-Natolin, Brzeźnik, Cierpięta, Czerwonka, Czerwonka-Folwark, Filipy, Helenów, Janówek, Jaworek, Józefy, Karczewiec, Kazimierzów, Koszewnica, Krypy, Las Jaworski, Majdan, Nadzieja, Orzechów, Ossówno, Rąbież, Skarżyn, Soboń, Stary Dwór, Strupiechów, Sulki, Świdno, Wąsosze, Wierzbno, Wólka, Wyczółki, Wyględówek.

## Overige plaatsen
Emin, Kaczy Dół, Lucynówka, Pawłówka-Gajówka, Przecze, Sitarze, Wyrzyki.

## Aangrenzende gemeenten
Dobre, Grębków, Kałuszyn, Korytnica, Liw